# Eriosemopsis
Eriosemopsis é um género botânico pertencente à família Rubiaceae.